# Internationaler Kongress für Lutherforschung
Der Internationale Kongress für Lutherforschung ist eine Kongressreihe, die seit 1956 alle 4 bis 6 Jahre in wechselnden Orten weltweit stattfindet und sich der Erforschung von Leben, Theologie und Wirkung Martin Luthers widmet.
Der erste Kongress versammelte protestantische Forscher aus Europa und den USA zum Austausch von Erkenntnissen und Lehrmeinungen. Seit 1966 nehmen auch römisch-katholisch Forscher an den Kongressen teil, seit 1971 werden Forschungsgruppen zu speziellen Fragestellungen gebildet. Spätere Kongresse beschäftigten sich beispielsweise mit Luthers Verhältnis zu Melanchton, seiner Haltung zum Mystizismus, zur Heiligenverehrung sowie zur Moderne und modernen Theologie. Laut dem Lutherforscher Eric W. Gritsch widmete sich der Kongress seit seiner Gründung 1956 „praktisch jedem Thema in Lesungen und Seminaren, mit Ausnahme der Frage Martin Luther und die Juden‘“.
| Jahr | Kongressort                             | Thema                                                             |
| ---- | --------------------------------------- | ----------------------------------------------------------------- |
| 1956 | Aarhus, Dänemark                        | Lutherforschung heute                                             |
| 1960 | Münster, Westfalen                      | Luther und Melanchthon                                            |
| 1966 | Järvenpää, Schweden                     | Kirche, Mystik, Heiligung und das Natürliche bei Luther           |
| 1971 | St. Louis, Missouri                     | Luther und der Aufbruch der Moderne                               |
| 1977 | Lund, Schweden                          | Luther und die Theologie der Gegenwart                            |
| 1983 | Erfurt, Deutsche Demokratische Republik | Martin Luther 1483–1983: Werk und Wirkung                         |
| 1988 | Oslo, Norwegen                          | Luthers Theologie als Weltverantwortung: Absichten und Wirkungen  |
| 1993 | Saint Paul, Minnesota                   | Befreiung und Freiheit: Martin Luthers Beitrag                    |
| 1997 | Heidelberg, Deutschland                 | Glaube und Bildung                                                |
| 2002 | Kopenhagen, Dänemark                    | Luther nach 1530 – Theologie, Kirche und Politik                  |
| 2007 | Capão da Canoa, Brasilien               | Luthers Ethik: Christliches Leben in ecclesia, oeconomia, politia |
| 2012 | Helsinki, Finnland                      | Luther als Lehrer und Reformer der Universität                    |
| 2017 | Wittenberg, Deutschland                 | anlässlich des 500-jährigen Reformationsjubiläums                 |
| 2022 | Thousand Oaks, Kalifornien              | Wort und Welt                                                     |

Dem ständigen Komitee des Kongresses gehören an: Volker Leppin (Vorsitzender), Armin Kohnle, Christopher Spehr (alle Deutschland), Mary Jane Haemig, Robert Kolb, Mark Mattes (alle USA), Marius T. Mjaaland (Norwegen), Sini Mikkola (Finnland), Anna Vind (Dänemark) und Ricardo Rieth (Brasilien).